# Frank Weber
Frank Weber (ur. 12 marca 1963 w Bielefeld) – niemiecki kolarz torowy reprezentujący RFN, dwukrotny medalista mistrzostw świata.

## Kariera
W 1984 roku wystartował na mistrzostwach świata w Barcelonie, gdzie wspólnie z Hansem-Jürgenem Greilem zdobył złoty medal w wyścigu tandemów. W tej samej konkurencji wywalczył razem z Saschą Wallscheidem brązowy medal na mistrzostwach świata w Bassano w 1985 roku. Weber brał także udział w rozgrywanych w 1988 roku igrzyskach olimpijskich w Seulu, gdzie w rywalizację w sprincie indywidualnym zakończył na siódmej pozycji. Ponadto wielokrotnie zdobywał medale mistrzostw kraju, w tym siedem złotych.